# ロック・オア・バスト
『ロック･オア･バスト』（Rock or Bust）は、オーストラリア出身のハード・ロックバンドAC/DCが2014年に発表したアルバムである。

## 解説
2008年以来の6年ぶりの新作。初回限定盤はジャケットが3D仕様になっている。
ブライアン・アダムスが所有するウェアハウス・スタジオで行われたレコーディングには、病気による脱退を発表したマルコムは参加しておらず、新たにスティーヴィー・ヤングがバンドに加入した。しかし、その後フィルが不祥事を起こし、彼の代役として以前バンドに在籍していた、クリス・スレイドが加入。
2015年からはこのアルバムに伴う「ロック･オア･バスト ワールドツアー」がスタートしたが、ツアー中の2016年、ブライアンに聴力問題でドクターストップが掛かり、ツアーから離脱。代役としてガンズ・アンド・ローゼズのアクセル・ローズをボーカルとして迎え、残りの公演を行った。

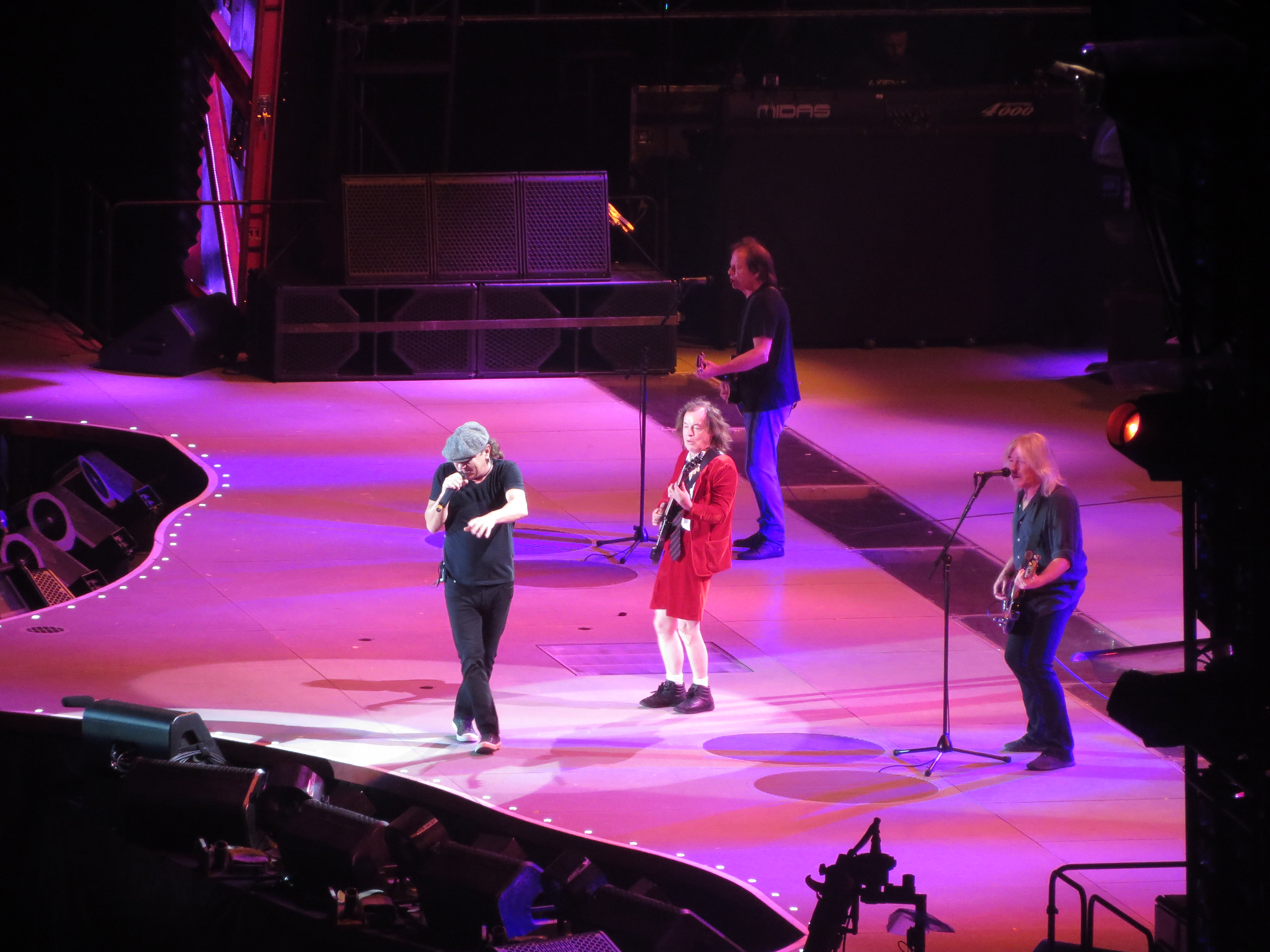
バルセロナ公演 (2015年)

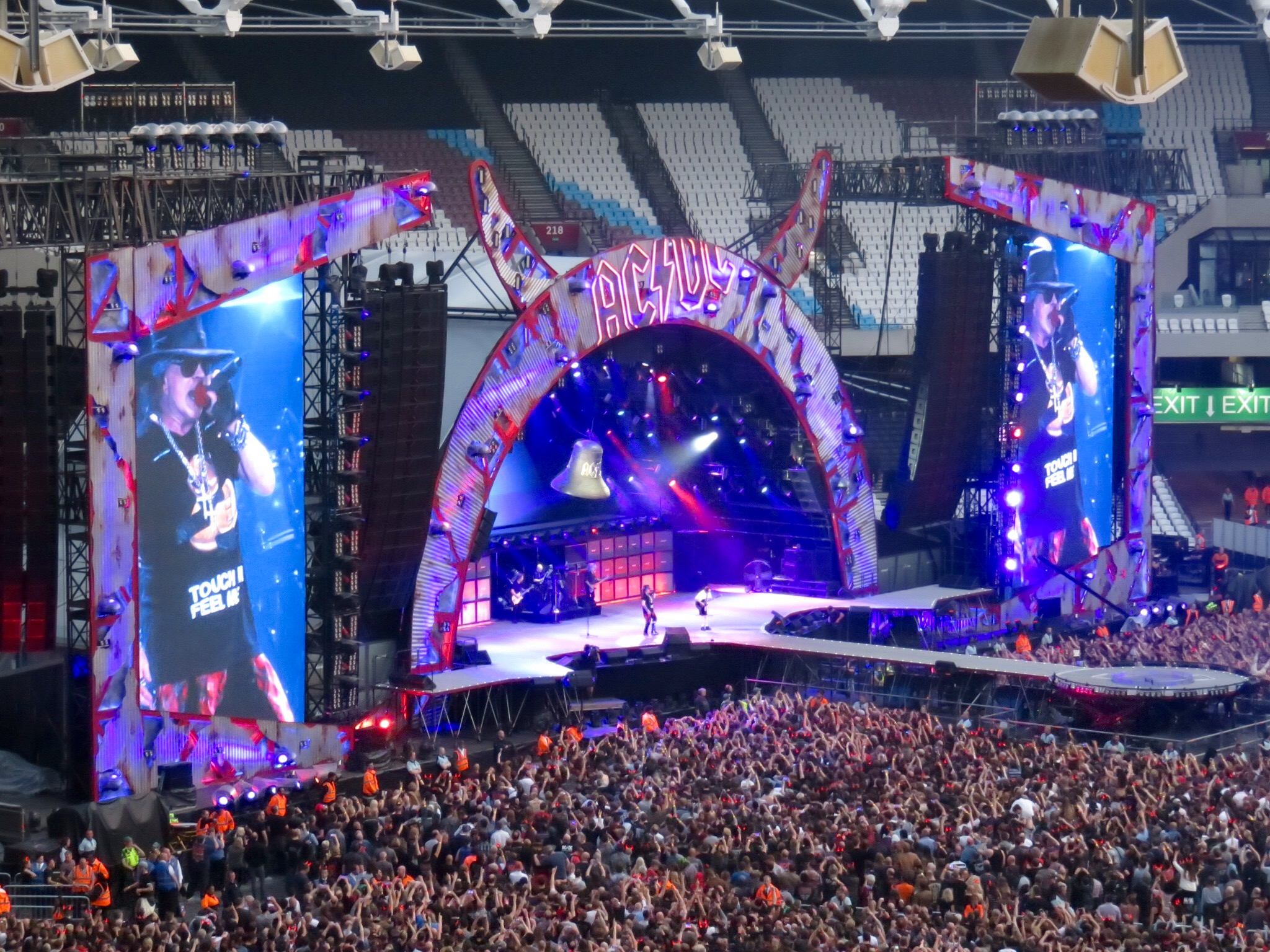
アクセル・ローズがボーカルを務めたロンドン公演 (2016年)

## 収録曲
全曲アンガス・ヤングとマルコム・ヤングの共作。
1. ロック・オア・パスト - "Rock or Bust" - 3:03
2. プレイボール - "Play Ball" - 2:47
3. ロック・ザ・ブルーズ・アウェイ - "Rock the Blues Away" - 3:24
4. ミス・アドヴェンチャー - "Miss Adventure" - 2:57
5. ドッグズ・オブ・ウォー - "Dogs of War" - 3:35
6. ガット・サム・ロックンロール・サンダー - "Got Some Rock & Roll Thunder" - 3:22
7. ハード・タイムズ - "Hard Times" - 2:44
8. パスティズム・バイ・ファイア - "Baptism by Fire" - 3:30
9. ロック・ザ・ハウス - "Rock the House" - 2:42
10. スウィート・キャンディー - "Sweet Candy" - 3:09
11. エミッション・コントロール - "Emission Control" - 3:41

## 参加ミュージシャン
- ブライアン・ジョンソン - ボーカル
- アンガス・ヤング - リードギター
- スティーヴィー・ヤング - リズムギター、バッキング・ボーカル
- クリフ・ウィリアムズ - ベース、バッキング・ボーカル
- フィル・ラッド - ドラムス、パーカッション